# لنگ چونهوی
لنگ چونهوی (انگلیسی: Leng Chunhui؛ زادهٔ ۳ ژوئیهٔ ۱۹۷۲)  جودوکار زن اهل چین بود. وی در بازی‌های المپیک تابستانی ۱۹۹۲ و ۱۹۹۶ شرکت کرده‌است.